# تولو، لریک
تولو (به لاتین: Tülü) یک منطقهٔ مسکونی در جمهوری آذربایجان است که در شهرستان لریک واقع شده‌است. تولو ۹۸ نفر جمعیت دارد.

## ریشه واژه
تول در زبان تالشی به‌معنی گِل است و تولو یعنی جایگاه و مکان گِل‌آلود.